# 邪灵入侵2
《邪靈入侵2》是Tango Gameworks制作的第三人称恐怖游戏，游戏于2017年10月13日由发行商貝塞斯達軟體在Microsoft Windows、PlayStation 4以及Xbox One上发行。它是2014年遊戲《邪靈入侵》的续作。本作在全平台皆有發行官方中文版。

## 游玩方法
玩家通过第三人称视角控制前警探赛巴斯汀·卡斯特拉诺，他必须进入虚拟的世界来拯救自己的女儿莉莉。游戏有三个难度，分别是被制作人三上真司推荐的休闲模式，以及生存、梦魇模式。在《邪灵入侵2》中，地图较大，玩家有多种方式提高自己的能力。玩家可以通过一个名为“通信器”的栏目，了解游戏世界中的目标、资源和敌人。它也将展示了提供了关于虚拟世界发生事件的提示的共振点。玩家可以自由探索地图区域，完成目标，寻找稀缺资源。玩家可以使用枪之类的武器与敌人进行直接对抗。或者使用潛行避過敌人的注意从而从敌人背后默默地杀死他们。
游戏中还设有一个制作系统，玩家可以在其中收集资源开发新的项目如弹药。玩家可以在游戏的任何地方及时间制造，但在工作台制作則可使用更少的制作材料。也存在定制系统。在第一章游戏中的道具绿色凝胶，可使用自定义赛巴斯汀的能力，其能力分为五种不同的分支：健康、潛行、战斗、恢复和运动。武器也可以通过探索世界收集到的武器部件来定制。

## 劇情
在前作中的燈塔精神醫院事件发生后，赛巴斯汀·卡斯特拉诺警探雖將他的經歷向警察局報告，卻被认为是精神錯亂的在编造故事而被开除。他雖持續寻找线索，但因一無所獲而变得沮丧，只能绝望地整日沉溺于酗酒之中。直到三年后，當年與他一同經歷事件的新人女警，同時也是秘密結社莫比乌斯組織特務的茱莉·基曼（Juli Kidman）現身告诉他，他多年前身陷火警而被认定死亡的女儿莉莉，實際上仍活著，但是被莫比乌斯作为测试对象而暗中擄走。
莫比乌斯是一个动机不明的公司。为了实现让世界“和平与秩序”的目标，莫比乌斯创造了连接人类的心灵並分享彼此精神的装置「STEM系統」，意圖讓所有人的意識連在一起來創造一個能讓所有人都幸福的心靈世界，而燈塔精神醫院事件是以魯維克大腦為主系統的初始主機，最後以失敗收場。而三年後莫比乌斯決定以純真無邪的心靈為核心來建構新一代的STEM系統，他們選擇使用適合率測驗最高的莉莉，並以她的大脑创造了系統內中的世界「合樂鎮」。然而直到一個禮拜前，莉莉突然在STEM系統中失去了蹤影，以其為核心的思想世界也變得不稳定，甚至連被派到內中的莫比乌斯專家們也音訊全無，誰也不知道STEM系統中究竟發生了什麼事。無計可施的莫比乌斯只好找上在燈塔精神醫院事件中成功逃出STEM世界的赛巴斯汀，希望他能夠找回莉莉。
赛巴斯汀一進入STEM後，就立即發現合樂鎮已經變得像是燈塔精神醫院一樣，充滿變化為怪物的居民，空間也不斷崩壞。赛巴斯汀必须争分夺秒抢救莉莉，揭开莫比乌斯的阴谋。同时，他必须面对虚拟世界中的不同杀手，並面对自己的个人恐惧和过去的创伤。

### 角色
本處人名採用繁體中文版名稱。聲優為日文版。
賽巴斯汀·卡斯特拉諾（Sebastian Castellanos，聲：木下浩之）
本作主角。男性，前刑警。
在燈塔精神醫院事件後，賽巴斯汀說出事件中的恐怖經歷，皆不被心理治療師與警察局長採信，之後為了尋找莫比烏斯的訊息四處奔走，但都沒有下文，最後遭到踢出警局的處分，因此自暴自棄的過著整天酗酒的生活。
三年後失蹤已久的基曼再度出現在他面前，並告知賽巴斯汀過去在火災中喪生的女兒莉莉還活著，她作為莫比烏斯新型的STEM核心，卻在前些日子於STEM內部世界下落不明。最後強行帶走賽巴斯汀到莫比烏斯的基地。
與莫比烏斯的高層對話後明白自己別無選擇，只好再次進入STEM所構築的異世界，去尋找女兒的下落。
茱莉·基曼（Juli Kidman，聲：甲斐田裕子）
女性，莫比烏斯的成員，過去作為間諜潛伏在賽巴斯汀的身邊。
燈塔精神醫院事件後就宣告失蹤，於三年後再度出現在賽巴斯汀面前，並轉告了令他驚愕的真相，要求賽巴斯汀協助找回作為新STEM核心的莉莉。
事實上她是麥拉所私下組成的反叛小隊成員之一，與麥拉的理念相同，打算從內部毀滅莫比烏斯組織。
之後擔任賽巴斯汀與現實世界的聯絡員，在賽巴斯汀與莉莉成功接觸後，於最後一刻正式背叛了莫比烏斯，接著與該組織展開一場險惡槍戰後，成功攻佔了現實世界的STEM系統室，最終與麥拉、賽巴斯汀成功將莫比烏斯瓦解，同時她在三天前早就自行摘除了腦晶片，因此是唯一存活的莫比烏斯成員。
塔媞亞娜·古提耶雷茲（Tatiana Gtierrez，聲：井上喜久子）
燈塔精神醫院事件時出現於賽巴斯汀意識世界的神秘女護士。總是迴避關於自身來歷的問題，只以冷淡的語氣幫助賽巴斯汀強化在心靈世界中的力量。
不知何故再次出現在這次賽巴斯汀的個人空間裡，並再度協助賽巴斯汀。
莉莉·卡斯特拉諾（Lily Castellanos，聲：石田さくら）
賽巴斯汀的女兒，在一場火災中喪生，成為了賽巴斯汀一生的心理陰影。
實際上是被莫比烏斯組織暗中綁架，並透過適性測驗確定了她可以做為STEM核心的價值。
新STEM運行後突然在構築的新世界中失蹤，造成內部失控，在派出的救援技術隊伍毫無音訊後，使莫比烏斯組織不得不把賽巴斯汀綁來，要求他再度進入STEM去尋找莉莉的下落。
威廉·貝克
莫比烏斯組織派入STEM中的技術小隊隊長，戰鬥要員，負責指揮與戰略規劃。
賽巴斯汀最先找到的小隊成員，但發現時已遭人射殺。據歐尼爾所言，他當時是去追蹤一個有著發出強大訊號的對象。
連恩·歐尼爾（Liam O'Neal，聲：增元拓也）
莫比烏斯組織派入STEM中的技術小隊成員，負責支援的技術人員。擅於裝備製造與物流運輸。
性格謹慎，討厭冒險，不願離開安全的藏匿處。但依舊願意提供賽巴斯汀協助，告知他關於STEM的訊息。後來被西奧多影響變成了他的手下，在西奧多的教唆下把優紀子引誘到權限區域的避難屋企圖殺了她但被賽巴斯汀阻止，之後與賽巴斯汀決鬥的過程中身亡。
朱立安·史凱斯
莫比烏斯組織派入STEM中的技術小隊成員，STEM軟體工程師，受過輕武器訓練。
在避難屋外面對抗敵人時與賽巴斯汀相遇，隨後幫助他開啟補給品的保存箱，之後駭入伺服器找出脫離STEM成功率25%的連結缸，傳送完後生死未卜，變成小隊裡唯一標示下落不明的成員。
邁爾斯·哈里遜
莫比烏斯組織派入STEM中的技術小隊成員，負責重裝備維修等硬體支援，也是位格鬥專家。
在合樂鎮市政廳大廳死亡，死前把自己的通訊器交給賽巴斯汀，讓他啟動位在市政廳二樓的穩定力場傳送器，防止合樂鎮完全崩解。
優紀子·霍夫曼（Yukiko Hoffman，聲：佐古真弓）
莫比烏斯組織派入STEM中的技術小隊成員，是小隊中的心理專家，本作唯一的日本人。
所有要進入STEM的人都要經過她所設計的心理問題測驗，而她也負責觀察進入者的心理變化。
在自己的避難屋遇到賽巴斯汀，並為他分析心理疾病的病徵，與受西奧多影響的歐尼爾聯絡，到權限區域與歐尼爾會面時發現歐尼爾被西奧多操控了，在歐尼爾與賽巴斯汀對戰結束後目睹歐尼爾死亡，之後與托雷斯幫助賽巴斯汀，為了進入西奧多的要塞，操作歐尼爾發明的攜帶式力場穩定器，讓賽巴斯汀不受要塞周圍火海的傷害，但與賽巴斯汀要進入入口前，不幸被敵人絆住，在攜帶式力場穩定器隨後被破壞的情況下，為了掩護賽巴斯汀逃出生天而犧牲自己，葬生火海。
史蒂芬諾·瓦倫提尼（Stefano Valentini，聲：佐藤節二）
本作第二大反派，原來是戰場攝影師，自視為藝術家。合樂鎮的一員。
其實是個心理變態的連環殺手，異常的狡猾，騙過了優紀子成功進入STEM。
在逐漸崩壞的合樂鎮中能使用詭異的神祕能力，並仗此創造著自己的「藝術作品」。
被西奧多指使去捕捉莉莉，在發現莉莉的真正價值後反叛對方，意圖控制莉莉，最後被賽巴斯汀殺死，到死都不知道STEM的核心另有其人。
西奧多·華勒斯（Theodore Wallace，聲：玄田哲章）
本作主要反派，莫比烏斯組織的成員，為招募部門的部長，同時身兼邪教教父，負責招攬新成員加入。
能言善道，說服力極強，幾乎到了可以將人洗腦的程度，經常透過洗腦來製造自己的門徒。
本身是莫比烏斯與邪教之間的牽線者，於燈塔精神醫院事件中下落不明，直到本作中出現，事實上他一直想要摧毀莫比烏斯，會與其合作是為了獲得組織後面的龐大支援來支撐自己的教團，他將教團的運作用於進行各種不為人知的恐怖人體實驗，成為了STEM系統在人體實驗方面的一大助力。
遇見麥拉後，主動加入麥拉一方，意圖助其摧毀莫比烏斯組織，並要求隨同愛斯梅達、麥拉一起進入STEM去設法奪回莉莉。
表面上是想幫助麥拉奪回莉莉，實際上早已知道麥拉的底細，因此改變原本的想要摧毀莫比烏斯的計畫，進而想將STEM核心占為己有並控制合樂鎮為首的整個STEM系統，打算靠該系統支配莫比烏斯後，最終目標是統治全世界。
與賽巴斯汀進行對決時遭到對方強烈的反擊而節節敗退，最終卻被麥拉殺死。
愛斯梅達·托雷斯（Esmeralda Torres，聲：村中知）
莫比烏斯組織的成員。前特種部隊隊員，擅長爆破，軍隊高層曾經將她借給莫比烏斯執行一些見不得光的特殊任務，直到她服役滿期後就被莫比烏斯吸收，成為組織的刺客，但這些經歷並沒有抹滅她最後一絲的道德感，對於自己一直以來做的事情深感罪惡。
對於莫比烏斯的所為逐漸感到質疑，這時麥拉在莫比烏斯組織內部招募了她，同時她也同意麥拉從內部消滅莫比烏斯組織的成員之一，因此決定加入了麥拉的反叛小隊。
曾因莫比烏斯組織要求製造火災、綁走莉莉，所以對賽巴斯汀深感虧欠，決定參與麥拉的計畫，在內部幫助賽巴斯汀。
在西奧多的精神干擾下被賽巴斯汀開槍誤傷，隨後保護他的過程中遇上眾多敵人而受更重的傷，在浴血奮戰下，拚上性命終於將賽巴斯汀從西奧多的追殺中救了出來，但因大量失血之故，而在霍夫曼的治療下也回天乏術，最終她為了保護賽巴斯汀而戰死。
麥拉·卡斯特拉諾（Myra Castellanos，聲：深見梨加）
賽巴斯汀的妻子、莉莉的母親。過去與丈夫一樣都是刑警，兩人在擔任同事期間相戀並結婚，婚後育有一女。
她深愛著賽巴斯汀與莉莉，為此她不惜一切代價保護兩人，甚至願意犧牲自己，從而引發了本作的事件。
女兒莉莉在火災喪生後發現了蛛絲馬跡而相信她仍未死，但追查下去時遭到莫比烏斯組織的壓力而受阻，於是改用加入莫比烏斯組織的方式潛伏其中，與愛斯梅達、基曼、西奧多等人暗中組成了反叛小隊，意圖消滅莫比烏斯並救出女兒。
為了不讓賽巴斯汀也牽涉其中，深知賽巴斯汀性格的她藉故與他大吵一架後，在調查檔案中留下信件就消失，事實上她在當時就決定加入莫比烏斯。
麥拉替代女兒成為了STEM的核心，卻因而失去了意志，只留下了保護莉莉的意識。麥拉製造出令賽巴斯汀認為「她認定所有人，包括賽巴斯汀都會傷害莉莉，由此變成一隻以不惜一切手段保護莉莉，並四處殘害別人的怪物」的假象，事實上是為了不讓賽巴斯汀知道她自願成為STEM的核心，因為她的真正目的是要犧牲自己，她不希望賽巴斯汀為此傷心欲絕，於是她親手殺死了西奧多之後便一直將賽巴斯汀趕走，但最終無法如願的狀況下只好與賽巴斯汀決鬥。
最終賽巴斯汀打敗了麥拉，讓她恢復了理智。麥拉亦繼續執行原定的計劃，最後摧毁了STEM並犧牲了自己，使到莫比烏斯全軍覆沒（由於莫比烏斯組織的成員的腦部內置了一塊與STEM連結的晶片，隨著STEM的毀壞令到晶片燒毀，使腦部死亡）並正式宣告瓦解， 麥拉臨終前叮囑賽巴斯汀照顧女兒，讓他重新過著平凡的生活，並且表示她對賽巴斯汀與莉莉的愛意。

## 开发

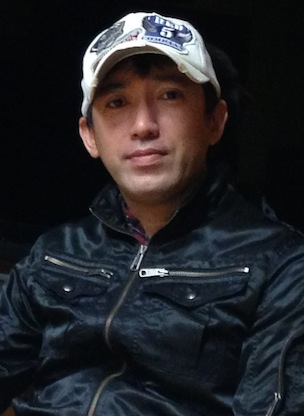
三上真司，第一作游戏的制作总监，监督续作的制作。

《邪靈入侵2》的开发开始于2015年3月，在开发商Tango Gameworks结束了前作DLC的开发之后，由三上真司成为制作人和监督游戏的开发。导演的角色被分配给John Johanas，被三上描述为“很有才”的人。这个游戏的故事是由伊志嶺一與Trent Haaga共同創作而成。他们的重点之一是让游戏的故事更容易让玩家清楚和理解，这是对前作遭受批评的回应。不断变化的现实，前作的一个特色，也在续作中表现出的同时，根据Johanas描述：“有一点逻辑可推断出何时、如何发生”。在前作的2.5:1的纵横比特色现已删除，这个设计在最后可能产生不可预料的后果，所以即使玩家喜欢它，也被删除了。虽然游戏将保留在原始游戏中占主导地位的戈尔恐怖症，但写作团队也努力刻画游戏的心理恐惧，因为游戏讲述了一个更个人化的故事。
8月16日，贝塞斯达软件的发行人Pete Hines透露，《邪靈入侵》已经卖出了足够多的数量来保证续作，但他拒绝评论是否正在开发一款新游戏。游戏最初泄露在2017年3月，游戏的日本标题《恶灵附身2（Psycho Break 2）》被泄露。游戏的广告过早地张贴于Reddit，早于贝塞斯达官方在E3 2017宣布该游戏数小时。该游戏于2017年10月13日在Microsoft Windows、PlayStation 4以及Xbox One上正式发售。

## 评价
| 汇总媒体   | 得分                                   |
| ---------- | -------------------------------------- |
| Metacritic | (PC) 80/100 (PS4) 76/100 (XONE) 82/100 |

| 媒体            | 得分    |
| --------------- | ------- |
| Game Informer   | 7.75/10 |
| Game Revolution | [ 20 ]  |
| GamesRadar+     | [ 21 ]  |
| GameSpot        | 8/10    |
| IGN             | 8/10    |

《邪靈入侵2》获得了评论集合网站Metacritic“良好”的评价。
Game Informer在2017年10月12日评价《邪靈入侵2》一个愉快的，不止是单一的，而是一个疯狂的穿越世界旅行。给予游戏7.75/10分。
Game Revolution给予了3.5星/5星的评价。
给予了8/10分的GameSpot表示，“虽然有一些偶然的技术问题会在一些时刻造成行动缓慢的问题，但这续作提升了紧张和生存恐怖氛围，让人感觉到新鲜以及令人兴奋。”
GamesRadar给予了3.5星/5星的评价。“虽然它并不比前作优秀，但《邪靈入侵2》提供了另一个有趣的，具有挑战性的，紧张、恐怖、刺激的游戏。”
IGN评分为8/10，得出《邪靈入侵2》是一个“强烈的和令人兴奋的恐怖生存游戏”的结论。